# Elezioni generali nell'Impero ottomano del 1919
Le elezioni generali nell'Impero ottomano del 1919 furono indette il 22 ottobre in base all'accordo del Protocollo di Amasya tra il governo ottomano e il Movimento Nazionale Turco ad Ankara.
Le consultazioni ebbero luogo dopo la fine della prima guerra mondiale e furono le ultime elezioni tenute nell'Impero. A causa della scarsità di partiti politici, le elezioni furono dominate dall'Associazione per la difesa dei diritti nazionali dell'Anatolia e della Rumelia (in turco Anadolu ve Rumeli Müdafaa-i Hukuk Cemiyeti), l'embrione del futuro Partito Popolare Repubblicano (CHP), che consisteva in gruppi locali nazionalisti che protestavano contro l'occupazione alleata della Turchia.

## Contesto storico
Lo scioglimento del Comitato di Unione e Progresso (CUP) portò alla creazione di diversi partiti che erano stati precedentemente banditi o repressi sotto il regime del CUP, inclusa il riformato Partito Libertà e e Accordo (Unione Liberale o Intesa Liberale). Tuttavia, l'Unione Liberale boicottò le elezioni e non ebbe un ruolo di fronte ai gruppi dell'Associazione per la difesa dei diritti in sostegno alla resistenza contro gli Alleati capeggiata da Mustafa Kemal.

## Conseguenze
Il Parlamento neoeletto si riunì a Istanbul (contrariamente al Protocollo Amasya, che lo prevedeva fuori Istanbul) il 12 gennaio 1920. Il 12 febbraio 1920 il Parlamento approvò il Misak-ı Millî (Patto nazionale) con i rivoluzionari turchi ad Ankara che portò le forze alleate ad occupare Istanbul il 16 marzo. Diversi parlamentari furono arrestati e deportati. Il sultano Mehmed VI sciolse il Parlamento l'11 aprile.
Dopo questo, gli alleati non permisero la formazione di nuovi governi ottomani a sostegno dei rivoluzionari turchi, il che significava che i funzionari ottomani che partecipavano al governo dopo l'11 aprile 1920 erano collaborativi con gli alleati e contro il governo di Ankara.